# Spacebee

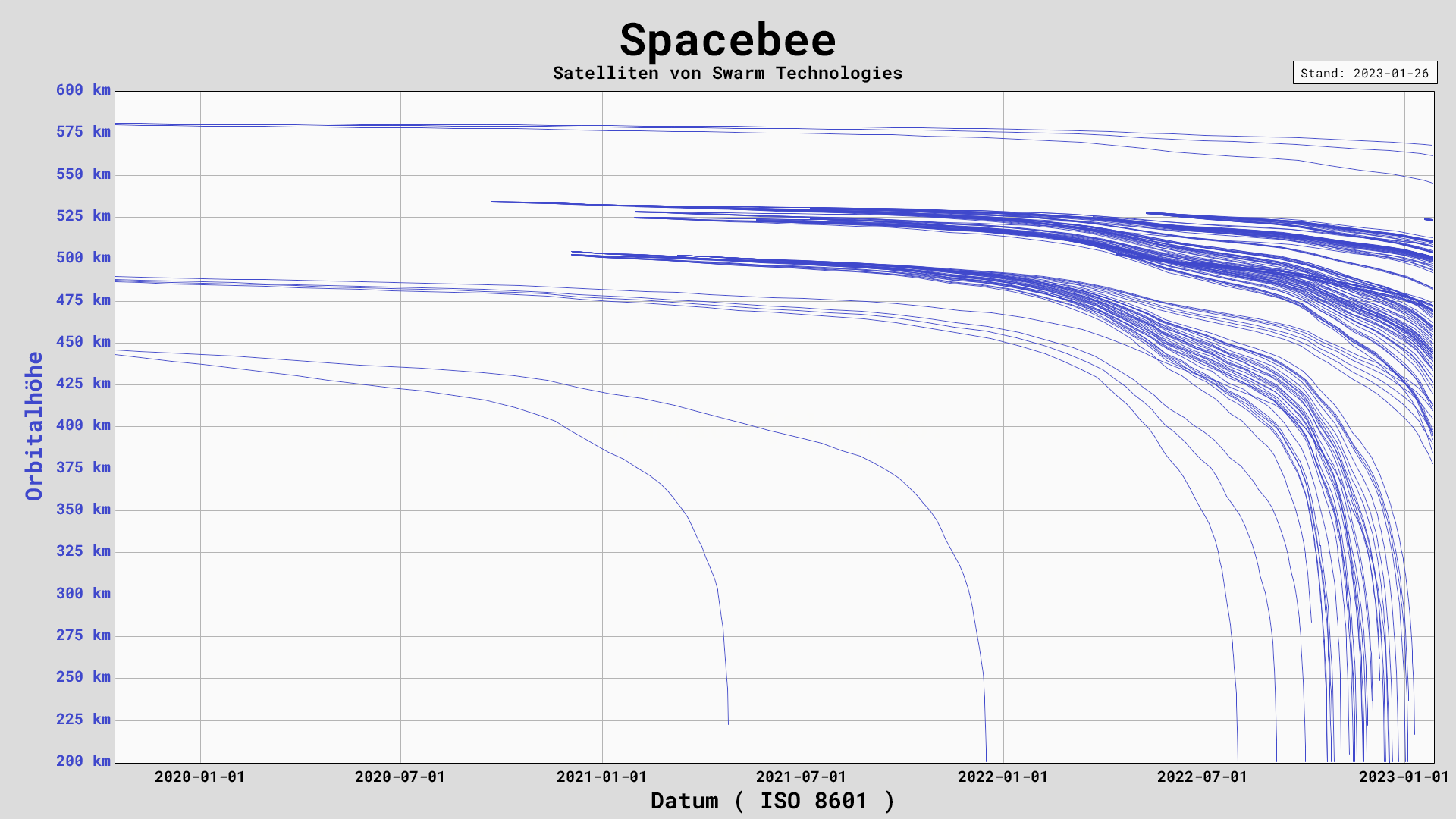
Bahnhöhe der Spacebee-Satelliten im Zeitverlauf bis Anfang 2023

Spacebee (Eigenschreibweise SpaceBEE) ist ein Miniatur-Kommunikationssatellitentyp des US-amerikanischen Start-up-Unternehmens Swarm Technologies. In den Jahren 2020 bis 2022 wurde eine Konstellation aus etwa 150 dieser Satelliten aufgebaut. Sie sollte weltweit einen kostengünstigen Datenaustausch mit Gerätschaften im Freien ermöglichen (ein „Internet der Dinge“), zum Beispiel mit Landmaschinen, Schiffen und Energieanlagen. Nach der Übernahme von Swarm Technologies durch SpaceX ging die Spacebee-Konstellation 2024 außer Betrieb.
Die Abkürzung BEE steht für „Basic Electronic Elements“ (grundlegende Elektronikelemente), das englische Wort „bee“ bedeutet aber auch „Biene“. „Spacebee“ ist demnach mit „Raumbiene“ zu übersetzen.

## Geschichte
Swarm Technologies wurde 2016 von Sara Spangelo und Benjamin Longmier gegründet, ehemaligen Mitarbeitern von Google beziehungsweise Apple.
In Branchenkreisen wurde das Unternehmen weithin bekannt, nachdem es 2018 seine ersten vier Testsatelliten illegal gestartet hatte. Die zuständige US-Regulierungsbehörde FCC hatte die Lizenz für den Start verweigert, weil sie befürchtete, dass die Satelliten zu klein sein könnten, um von den Weltraumüberwachungssystemen erkannt zu werden. Sie könnten dann zu besonders gefährlichem, da „unsichtbarem“ Weltraummüll werden. Trotzdem waren die Satelliten zusammen mit zirka 30 anderen Nutzlasten auf einer indischen PSLV-Rakete ins All gelangt. Die FCC verhängte deswegen ein Bußgeld von 900.000 US-Dollar. Das Gehäuse der nächsten Testsatelliten wurde daraufhin vergrößert. Zusammen mit entsprechend vergrößerten Radarreflektoren und einem GPS-basierten Positionssender wurde die nötige Nachverfolgbarkeit und damit auch eine Lizenzierung erreicht.
Der Aufbau der eigentlichen Konstellation begann mit dem Start von zwölf Spacebees der dritten Generation am 3. September 2020 auf einer europäischen Vega-Rakete. Hierbei hatte der Satellitenbetreiber Glück, denn der nachfolgende Vega-Start scheiterte wie bereits der vorausgegangene wegen technischer Probleme; alle Nutzlasten dieser beiden Flüge gingen verloren (→ Liste der Vega-Raketenstarts). Nachdem bis Ende Januar 2021 weitere 48 SpaceBEE-Satelliten gestartet worden waren, begann der kommerzielle Betrieb der Konstellation.
2021 wurde Swarm Technologies von dem US-amerikanischen Raumfahrtunternehmen SpaceX übernommen. Ab der zweiten Jahreshälfte 2022 wurden weniger neue Spacebee-Satelliten gestartet als beim Wiedereintritt in die Erdatmosphäre verglühten, sodass die Konstellation bis zum Sommer 2023 von etwa 170 auf 100 Satelliten schrumpfte. Mangels weiterer Satellitenstarts waren dann Ende 2024 nur noch zwei Spacebees im All.

## Technik und Nutzung
Die SpaceBEE-Satelliten der dritten Generation wogen etwa 400 Gramm und hatten – wie die erste Generation – 0,25U-CubeSat-Format; nach Herstellerangaben waren sie etwa 11 × 11 × 2,8 Zentimeter groß. Bei der zweiten Generation handelt es sich um würfelförmige 1U-Cubesats. Auf der Ober- und Unterseite befinden sich jeweils Solarzellen für die Stromversorgung. Die Antenne für die Kommunikation mit den Bodenstationen war beim Start um den Satelliten gewickelt und entfaltete sich nach dem Aussetzen ins All. Der Datenaustausch erfolgte in relativ geringer Bandbreite, einerseits mit den Endgeräten und andererseits mit Bodenstationen, die mit dem Internet verbunden waren. Nach Fertigstellung der Konstellation sollten von jedem Punkt der Erde aus immer mindestens drei Satelliten erreichbar sein.
Swarm Technologies bot Tarife für den Datentransfer ab 60 US-Dollar pro Jahr und angeschlossenem Endgerät an. Zu diesem Preis konnten monatlich 750 Datenpakete à 192 Bytes übertragen werden.

## Satellitenstarts
| Startdatum (UTC)     | Startplatz         | Trägerrakete       | gestartete Satelliten | COSPAR-IDs             |                |
| Testsatelliten       | Testsatelliten     | Testsatelliten     | Testsatelliten        | Testsatelliten         | Testsatelliten |
| -------------------- | ------------------ | ------------------ | --------------------- | ---------------------- | -------------- |
| 12. Jan. 2018        | Satish Dhawan      | PSLV               | 4× 0,25U              | 2018-004AH, AG, AF, AE |                |
| 3. Dez. 2018         | Vandenberg         | Falcon 9           | 3× 1U                 | 2018-099BM, BN, BL     |                |
| 29. Juni 2019        | Mahia              | Electron           | 2× 1U                 | 2019-037G, F           |                |
| operative Satelliten |                    |                    |                       |                        |                |
| 3. Sep. 2020         | Kourou             | Vega               | 12× 0,25U             | 2020-061AE … AR        |                |
| 20. Nov. 2020        | Mahia              | Electron           | 24× 0,25U             | 2020-085E … AH         |                |
| 24. Jan. 2021        | Cape Canaveral     | Falcon 9           | 36× 0,25U             | 2021-006AN, AQ, AU, …  |                |
| 28. Feb. 2021        | Satish Dhawan      | PSLV               | 12× 0,25U             | 2021-015E … R          |                |
| 30. Juni 2021        | Cape Canaveral     | Falcon 9           | 28× 0,25U             | 2021-059D … BY         |                |
| 15. März 2022        | Kodiak             | Rocket 3           | 20× 0,25U             | 2022-026B … X          |                |
| 1. Apr. 2022         | Cape Canaveral     | Falcon 9           | 12× 0,25U             | 2022-033               |                |
| 2. Mai 2022          | Cape Canaveral     | Falcon 9           | 24× 0,25U             | 2022-047A … Z          |                |
| 3. Jan. 2023         | Cape Canaveral     | Falcon 9           | 12× 0,25U             | 2023-001CP … CW        |                |
| 12. Juni 2023        | Vandenberg         | Falcon 9           | 12× 0,25U             | 2023-084AT … BF        |                |
| Gesamt (operativ):   | Gesamt (operativ): | Gesamt (operativ): | 192                   |                        |                |

Im Mai 2025 befand sich nur noch der Satellit Spacebee-7 (2018-099BL) im All.